# Sasaki to Miyano
Sasaki to Miyano (佐々木と宮野?) es una serie de manga shōnen-ai de Shō Harusono, serializada en línea vía Pixiv Comic desde 2016. Ha sido recopilado en diez volúmenes tankōbon por Media Factory. Una adaptación dos volúmenes por Kotoko Hachijō fue publicada por Media Factory desde octubre de 2018 hasta marzo de 2020. Un spin-off de Harusono titulado Hirano to Kagiura (平野と鍵浦?) fue serializado en la revista Monthly Comic Gene desde marzo de 2019 y se ha recopilado en tres volúmenes tankōbon. Una adaptación de anime por Studio Deen se estrenó en enero de 2022.

## Argumento
La historia sigue a Yoshikazu Miyano, miembro del comité de disciplina, estaba presente cuando ocurrió el asalto detrás del gimnasio. En ese momento, un estudiante de último año de su escuela que parecía un delincuente, Shūmei Sasaki, acudió a su rescate. A partir de ese momento, Sasaki se encariña con Miyano y se encariña con él. A medida que se prestan y toman prestado manga BL, que es el pasatiempo de Miyano, los dos se vuelven gradualmente más cercanos.

## Personajes
Shūmei Sasaki (佐々木秀鳴 Sasaki Shūmei?)
- Voz: Yūsuke Shirai[1], Carlo Vázquez (español latino)[2]

Yoshikazu Miyano (宮野由美 Miyano Yoshikazu?)
- Voz: Sōma Saitō[1], Emiliano Montaño (español latino)[2]

Taiga Hirano (平野大河 Hirano Taiga?)
- Voz: Yoshitsugu Matsuoka[1], Hiram Cardenas  (español latino)[2]

Jirō Ogasawara (小笠原次郎 Ogasawara Jirō?)
- Voz: Yūki Ono[1], Emmanuel Bernal (español latino)[2]

Masato Hanzawa (半澤雅人 Hanzawa Masato?)
- Voz: Yuma Uchida[1], Ferso Velásquez (español latino)[2]

Tasuku Kuresawa (暮沢丞 Kuresawa Tasuku?)
- Voz: Ryōhei Arai[1], Héctor Ireta de Alba (español latino)[2]

Gonsaburō Tashiro (田代権三郎 Tashiro Gonsaburō?)
- Voz: Mitsuhiro Ichiki[1], Ricardo Bautista  (español latino)[2]

## Medios

### Manga
La serie está escrita e ilustrada por Shō Harusono. Ha sido serializada en línea a través del sitio web Pivic Comic desde 2016. Se recopiló en diez volúmenes tankōbon por Media Factory. El manga está licenciado en América del Norte por Yen Press.

#### Lista de volúmenes
| N.º | Título       | Fecha de lanzamiento     | ISBN original          |
| --- | ------------ | ------------------------ | ---------------------- |
| 1   | «Volumen 1»  | 26 de septiembre de 2016 | ISBN 978-4-04-065186-6 |
| 2   | «Volumen 2»  | 27 de mayo de 2017       | ISBN 978-4-04-069161-9 |
| 3   | «Volumen 3»  | 21 de enero de 2018      | ISBN 978-4-04-069529-7 |
| 5   | «Volumen 4»  | 26 de octubre de 2018    | ISBN 978-4-04-065186-6 |
| 5   | «Volumen 5»  | 6 de junio de 2019       | ISBN 978-4-04-065779-0 |
| 6   | «Volumen 6»  | 27 de marzo de 2020      | ISBN 978-4-04-064486-8 |
| 7   | «Volumen 7»  | 27 de noviembre de 2020  | ISBN 978-4-04-064973-3 |
| 8   | «Volumen 8»  | 27 de diciembre de 2021  | ISBN 978-4-04-680958-2 |
| 9   | «Volumen 9»  | 27 de julio de 2022      | ISBN 978-4-04-681141-7 |
| 10  | «Volumen 10» | 27 de marzo de 2024      | ISBN 978-4-04-682759-3 |

### Novelas

#### Hirano to Kagiura
| N.º | Título      | Fecha de lanzamiento  | ISBN original          |
| --- | ----------- | --------------------- | ---------------------- |
| 1   | «Volumen 1» | 26 de octubre de 2018 | ISBN 978-4-04-065189-7 |

#### Sasaki to Miyano
| N.º | Título      | Fecha de lanzamiento | ISBN original          |
| --- | ----------- | -------------------- | ---------------------- |
| 1   | «Volumen 1» | 26 de marzo de 2020  | ISBN 978-4-04-064485-1 |

### Serie derivada

#### Lista de volúmenes
| N.º | Título      | Fecha de lanzamiento  | ISBN original          |
| --- | ----------- | --------------------- | ---------------------- |
| 1   | «Volumen 1» | 29 de julio de 2020   | ISBN 978-4-04-065780-6 |
| 2   | «Volumen 2» | 27 de julio de 2021   | ISBN 978-4-04-680552-2 |
| 3   | «Volumen 3» | 26 de febrero de 2022 | ISBN 978-4-04-681142-4 |
| 4   | «Volumen 4» | 27 de febrero de 2023 | ISBN 978-4-04-682154-6 |
| 5   | «Volumen 5» | 27 de febrero de 2025 | ISBN 978-4-04-684395-1 |
| 6   | «Volumen 6» | 27 de agosto de 2025  | ISBN 978-4-04-685054-6 |

### Anime
Una adaptación al anime fue anunciada el 20 de noviembre de 2020. La adaptación, más tarde revelada como una serie de televisión, está animada por Studio Deen y dirigida por Shinji Ishihira, con Yoshiko Nakamura manejando la composición de la serie, Maki Fujii diseñando los personajes, y Kana Shibue componiendo la música. La serie se estrenó el 10 de enero de 2022 en Tokyo MX y otros canales. El tema de apertura es «Mabataki» de Miracle Chimpanzee, mientras que el tema de cierre es «Ichigo Sunset» de Yūsuke Shirai y Sōma Saitō como sus respectivos personajes. Funimation obtuvo la licencia de la serie fuera de Asia. Tras la adquisición de Crunchyroll por parte de Sony, la serie se trasladó a Crunchyroll obteniendo la licencia de la serie fuera de Asia.
Después del episodio final, se anunció que la serie recibiría un nuevo proyecto de anime. Más tarde se reveló que era una película de anime, titulada "Sasaki to Miyano: Sotsugyo-hen", con el elenco principal y el personal regresando de la serie de anime. Se estrenó en Japón el 17 de febrero de 2023, junto con una adaptación corta de anime del manga derivado de Hirano y Kagiura. Crunchyroll obtuvo la licencia de la película fuera de Asia.
El 22 de septiembre de 2022, la serie tuvo un doblaje en español latino, el cual fue estrenado por Crunchyroll.